# Tetsurō Yoshida

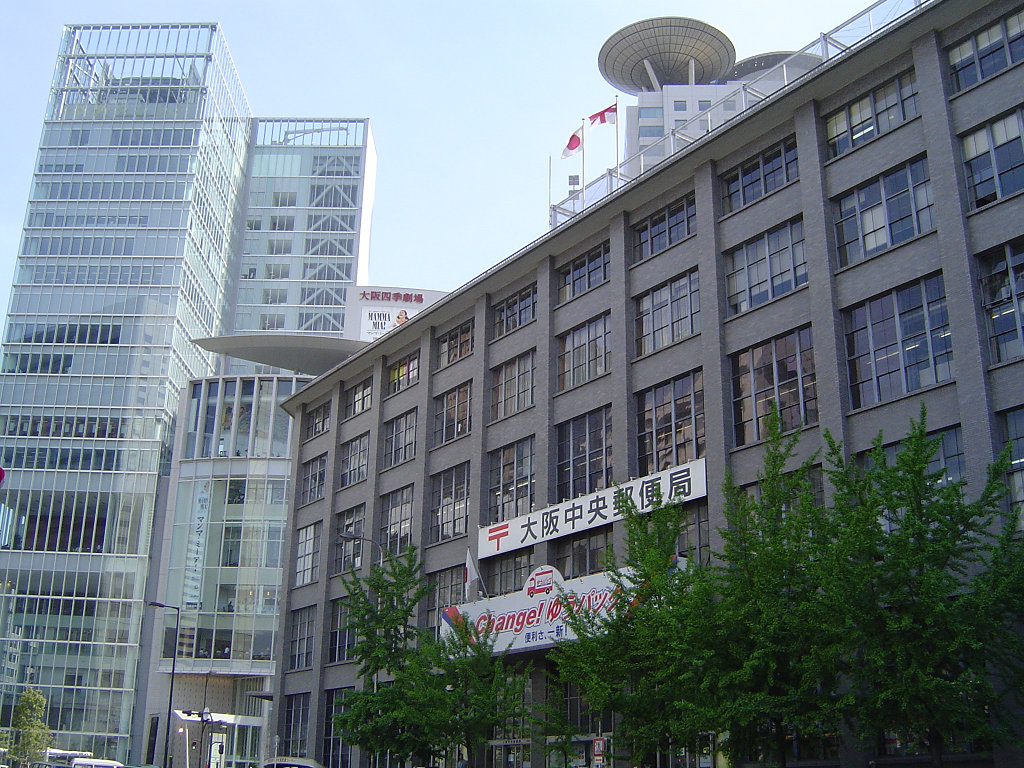
Bureau central de poste d'Osaka (à droite).

Tetsurō Yoshida (吉田 鉄郎, Yoshida Tetsurō), né le 18 mai 1894 à Fukuno et mort le 8 septembre 1956, est un architecte japonais. Diplômé de l'université de Tokyo, il entre au ministère des communications en 1919. Il conçoit de nombreux bureaux de poste et de télégraphe et des bâtiments similaires au Japon. Il présente l'architecture orientale en Occident, tout en intégrant l'architecture occidentale dans ses propres conceptions, y compris l'architecture de Scandinavie, d'Allemagne et des États-Unis.

## Principales réalisations
- Ancien bureau central du téléphone à Kyoto, 1926
- Bureau de poste central de Tokyo, 1931
- Bureau central de poste d'Osaka, 1939

## Source de la traduction
- (en) Cet article est partiellement ou en totalité issu de l’article de Wikipédia en anglais intitulé « Tetsuro Yoshida » (voir la liste des auteurs).
- Notices d'autorité :   - VIAF
  - ISNI
  - BnF (données)
  - IdRef
  - LCCN
  - GND
  - Japon
  - Belgique
  - Pays-Bas
  - Israël
  - NUKAT
  - Corée du Sud
  - WorldCat